# Рокич, Милтон
Ми́лтон Ро́кич (англ. Milton Rokeach; 27 декабря 1918, Хрубешув, Польша — 25 октября 1988, Лос-Анджелес, США) — американский психолог польского происхождения.

## Биография
Начинал психиатром, но большую часть карьеры посвятил изучению личных и общественных ценностей.
Профессор социальной психологии Университета штата Мичиган, а затем Университета штата Вашингтон, где преподавал психологию и социологию.

## Основные идеи
Разработал собственную концепцию ценностных ориентаций личности, понимая под ценностью устойчивое убеждение в принципиальной предпочтительности некоторых целей или способов существования перед другими. Согласно Рокичу, ценностная ориентация так или иначе воздействует на любые общественные явления. При этом Рокич полагает, что человеческие ценности относительно немногочисленны и организованы в системы ценностей, причём все люди обладают одними и теми же ценностями, хотя и в неодинаковой степени. Разделив все ценности на терминальные (касающиеся целей индивидуального существования) и инструментальные (связанные с образом действий и достижения целей), Рокич провёл на рубеже 1960-70-х гг. широкомасштабные полевые исследования на общенациональной американской выборке, предлагая респондентам иерархически ранжировать ценности из двух списков; затем Рокич проанализировал корреляцию результатов с полом, возрастом, доходом, образованием и другими свойствами опрошенных.
По мнению Д. А. Леонтьева, исследования Рокича были «наиболее богатым и методически обоснованным направлением исследования ценностных представлений».
Тестовый материал для исследования ценностей, предложенный Рокичем
Список А (терминальные ценности):
- активная деятельная жизнь (полнота и эмоциональная насыщенность жизни);
- жизненная мудрость (зрелость суждений и здравый смысл, достигаемые жизненным опытом);
- здоровье (физическое и психическое);
- интересная работа;
- красота природы и искусства (переживание прекрасного в природе и в искусстве);
- любовь (духовная и физическая близость с любимым человеком);
- материально обеспеченная жизнь (отсутствие материальных затруднений);
- наличие хороших и верных друзей;
- общественное признание (уважение окружающих, коллектива, товарищей по работе);
- познание (возможность расширения своего образования, кругозора, общей культуры, интеллектуальное развитие);
- продуктивная жизнь (максимально полное использование своих возможностей, сил и способностей);
- развитие (работа над собой, постоянное физическое и духовное совершенствование);
- развлечения (приятное, необременительное времяпрепровождение, отсутствие обязанностей);
- свобода (самостоятельность, независимость в суждениях и поступках);
- счастливая семейная жизнь;
- счастье других (благосостояние, развитие и совершенствование других людей, всего народа, человечества в целом);
- творчество (возможность творческой деятельности);
- уверенность в себе (внутренняя гармония, свобода от внутренних противоречий, сомнений).

Список Б (инструментальные ценности):
- аккуратность (чистоплотность), умение содержать в порядке вещи, порядок в делах;
- воспитанность (хорошие манеры);
- высокие запросы (высокие требования к жизни и высокие притязания);
- жизнерадостность (чувство юмора);
- исполнительность (дисциплинированность);
- независимость (способность действовать самостоятельно, решительно);
- непримиримость к недостаткам в себе и других;
- образованность (широта знаний, высокая общая культура);
- ответственность (чувство долга, умение держать слово);
- рационализм (умение здраво и логично мыслить, принимать обдуманные, рациональные решения);
- самоконтроль (сдержанность, самодисциплина);
- смелость в отстаивании своего мнения, взглядов;
- твердая воля (умение настоять на своем, не отступать перед трудностями);
- терпимость (к взглядам и мнениям других, умение прощать другим их ошибки и заблуждения);
- широта взглядов (умение понять чужую точку зрения, уважать иные вкусы, обычаи, привычки);
- честность (правдивость, искренность);
- эффективность в делах (трудолюбие, продуктивность в работе);
- чуткость (заботливость).

## Награды
Получил почетную медаль Курта Левина на конгрессе Американской психологической ассоциации в 1984 и премию Гарольда Лассуэлл от Международной ассоциации политической психологии в 1988 году.

## Публикации
| Год  | Русское название               | Оригинальное название          |
| ---- | ------------------------------ | ------------------------------ |
| 1960 | Открытый и закрытый разум      | The Open and Closed Mind       |
| 1968 | Верования, отношения, ценности | Beliefs, Attitudes, and Values |
| 1964 | Три Христа Ипсиланти           | The Three Christs of Ypsilanti |
| 1973 | Природа человеческих ценностей | The Nature of Human Values     |